# Brommonoxid
Brommonoxid oder Brom(II)-oxid ist eine anorganische chemische Verbindung des Broms aus der Gruppe der Oxide. Es ist das einfachste der Bromoxide und ein Radikal, da es über ein ungepaartes Elektron verfügt. Es spielt eine Rolle in der Atmosphärenchemie und kommt natürlich in Vulkanfahnen vor. Brommonoxid kann erheblich zum Ozonabbau beitragen, wenn es mit Chlordioxid reagiert.